# Târnova (Arad)
Târnova (en hongrois : Tornova) est une commune du județ d'Arad, Roumanie qui compte 5 935 habitants.
La commune est composée de 6 villages : Agrișu Mare, Arăneag, Chier, Drauț, Dud et Târnova.

## Culture
D'après le recensement de 2011, la commune compte 5 935 habitants, en forte baisse par rapport au recensement de 2002 où elle en comptait 6 240.